# Albinaria fuchskaeufeli
Albinaria fuchskaeufeli is een slakkensoort uit de familie van de Clausiliidae. De wetenschappelijke naam van de soort is voor het eerst geldig gepubliceerd in 1977 door H. Nordsieck.